# 托尼·杜马斯
托尼·杜马斯（英語：Tony Dumas，1972年8月25日—），美国NBA联盟前职业篮球运动员。他在1994年的NBA选秀中第1轮第19顺位被达拉斯小牛选中。